# Верх-Кінерки
Верх-Кіне́рки (рос. Верх-Кинерки) — селище у складі Новокузнецького району Кемеровської області, Росія. Входить до складу Загорського сільського поселення.
Стара назва — Верхня Кінерка.

## Населення
Населення — 4 особи (2010; 12 у 2002).
Національний склад (станом на 2002 рік):
- росіяни — 92 %